# Leiocephalus roquetus
Espèce
Répartition géographique
Statut de conservation UICN

 EX  : Éteint
Leiocephalus roquetus ou Léiocéphale roquet est une espèce éteinte de sauriens de la famille des Leiocephalidae. C'est une espèce de lézard tropical endémique de l'archipel de la Guadeloupe.

## Taxinomie
Décrite en février 2021 par une équipe du laboratoire « De la Préhistoire à l'actuel : culture, environnement et anthropologie » (PACEA) du CNRS et de l'Université de Bordeaux, le nom de l'espèce roquetus vient de « roquet » en rappel du premier nom donné à ce lézard dans les descriptions des chroniqueurs du XVIIe siècle en particulier le religieux et botaniste Jean-Baptiste Du Tertre (1654) et le pasteur et zoologiste Charles de Rochefort (1658). Son nom vernaculaire est Léiocéphale roquet,.
Proche de l'Holotropide de L'Herminier (Leiocephalus herminieri), espèce éteinte et endémique de la Martinique avec laquelle il a pu être associé ou confondu, Leiocephalus roquetus est seulement la troisième espèce de Leiocephalidae identifiée dans les Petites Antilles.

## Répartition et habitat
Identifiée en 2020 dans les collections du Muséum d'histoire naturelle de Bordeaux à partir d'un spécimen holotype traité par taxidermie datant de 1835, et comparée à des ossements collectés à la Pointe Gros-Rempart sur l'île de La Désirade, cette espèce était endémique de l'archipel de la Guadeloupe.
Sa disparition des îles de Guadeloupe remonte au XIXe siècle avec seulement des ossements découverts depuis cette date.

## Description
D'une longueur totale de 26,5 cm avec un corps (SVL) de 10,8 cm, ce lézard diffère de ses congénères par ses ossements pariétaux (et plus largement par ses caractéristiques osseuses craniennes) dont les crêtes adductrices sont fusionnées en une crête unique dans la partie postérieure.
L'holotype est actuellement de couleur jaune sans que cela atteste de la couleur réelle de l'animal vivant.

## Publication originale
- Corentin Bochaton, Laurent Charles et Arnaud Lenoble, « Historical and fossil evidence of an extinct endemic species of Leiocephalus (Squamata: Leiocephalidae) from the Guadeloupe Islands », Zootaxa, vol. 4927, no 3,‎ 2021, p. 383–409 (DOI 10.11646/zootaxa.4927.3.4)